# Du skal ud hvor du ikke kan bunde
Du skal ud hvor du ikke kan bunde er en dansk dokumentarfilm fra 1968, der er instrueret af Kjeld Ammundsen.

## Handling
Indtryk fra et hippie-samlingssted i København, Galleri 101 i Store Kongensgade. "Profeten" Harald Olesen fortæller om filosofien bag hippiekulturen og om baggrunden for brugen af forskellige stimulanser.